# Manipur
Manipur este un stat din nord-estul Indiei, orașul Imphal fiind capitala sa. Se învecinează cu statele indiene Nagaland la nord, Mizoram la sud și Assam la vest. De asemenea, se învecinează cu două regiuni din Myanmar, regiunea Sagaing la est și statul Chin la sud. Statul are o suprafață de 22.327 kilometri pătrați (8.621 mi2) și o populație de aproape 3 milioane de locuitori, inclusiv meiții, care sunt grupul majoritar din stat, meiții pangali (musulmani manipuri), triburile naga, triburile kuki-zo și alte comunități, care vorbesc mai multe limbi sino-tibetane. Manipur se află la răscrucea schimburilor economice și culturale din Asia de mai bine de 2.500 de ani. A legat mult timp subcontinentul indian și Asia Centrală de Asia de Sud-Est, China (sau Asia de Est), Siberia (Rusia), Micronezia și Polinezia, permițând migrația oamenilor, culturilor și religiilor.
În timpul Imperiului Britanic Indian Regatul Manipur a fost unul dintre statele princiare. La sfârșitul anilor 1930 statul princiar Manipur a negociat cu administrația britanică preferința sa de a continua să facă parte din India Britanică și nu din Birmania, care era separată de India. Aceste negocieri au fost întrerupte odată cu izbucnirea celui de-al doilea război mondial în 1939. La 11 august 1947, Maharaja Budhachandra a semnat un Instrument of Accesion, aderând la India. Mai târziu, la 21 septembrie 1949, el a semnat un Acord de Fuziune, prin care regatul a fuzionat cu India. Această fuziune a fost contestată ulterior de grupuri din Manipur, ca fiind realizată fără consens și sub constrângere. Disputa și viziunile diferite cu privire la viitor au dus la o insurgență de 50 de ani pentru independența de India, precum și la episoade repetate de violență în rândul grupurilor etnice din stat. Din 2009 până în 2018, conflictul a condus la moartea violentă a peste 1000 de persoane.

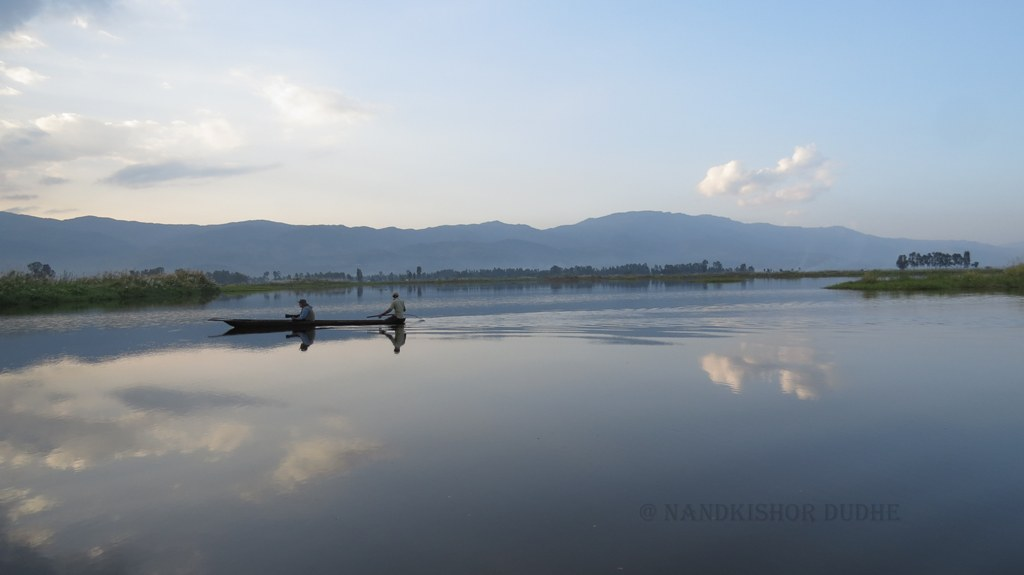
Lacul Loktak

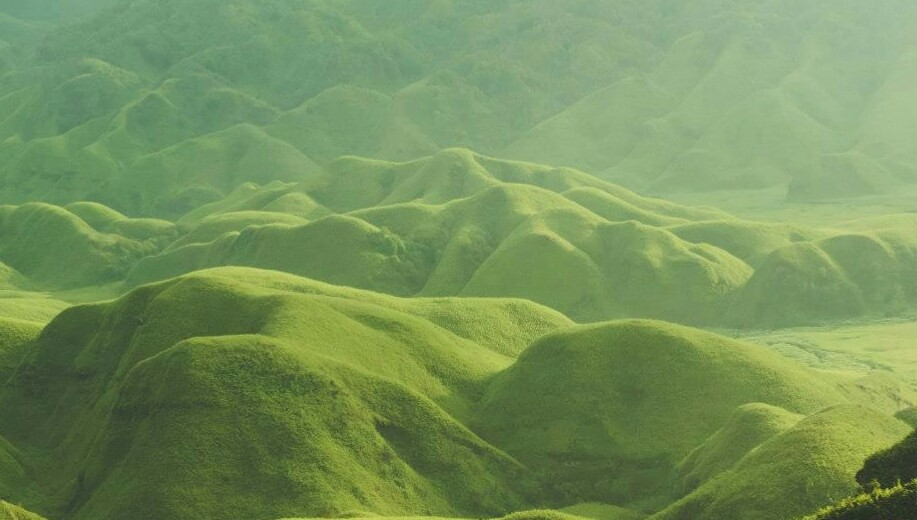
Peisaj lângă Senapati

Grupul etnic meitei reprezintă aproximativ 53% din populația statului Manipur, urmat de diferite triburi naga cu 24% și diferite triburi kuki-zo la 16%. Limba principală a statului este meiteilon (cunoscută și sub numele de manipuri). Membrii triburilor reprezintă aproximativ 41% din populația statului (conform recensământului din 2011) și se deosebesc prin dialecte și culturi care sunt adesea diferite de la o localitate la alta. Grupurile etnice din Manipur practică diferite religii.  Conform recensământului din 2011 hinduismul este religia majoritară a statului, urmat îndeaproape de creștinism. Alte religii includ islamul, sanamahismul, budismul, iudaismul etc.

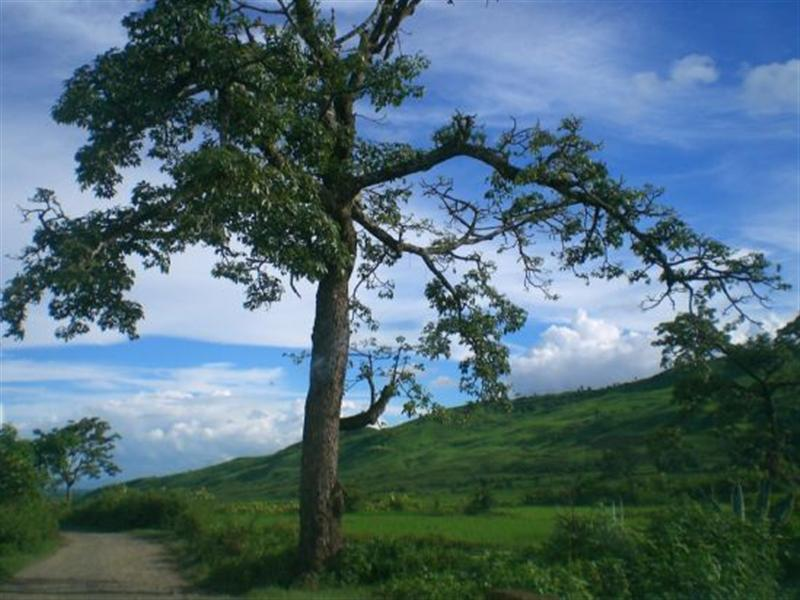
În munții din Manipur

Economia Manipurului este în primul rând agrară, cu un potențial semnificativ de generare a energiei hidroelectrice. Statul este conectat la alte zone prin zboruri zilnice din aeroportul Imphal, al doilea ca mărime din nord-estul Indiei. Din Manipur provine dansul manipuri și statul este considerat locul unde europenii au făcut cunoștință cu polo.